# Salve Geral
Salve Geral és una pel·lícula de thriller brasilera de 2009 dirigida i escrita per Sérgio Rezende. Representa els avalots de maig de 2006 perpetuats per l'organització criminal Primeiro Comando da Capital (PCC) a l'estat de São Paulo. El Ministeri de Cultura el va presentar com a candidata als Premis Oscar de 2010 en la categoria Oscar a la millor pel·lícula en llengua estrangera. La pel·lícula va guanyar el premi Crystal Lens a la millor pel·lícula al 2n Festival de Cinema Brasiler de Londres.

## Argument
La pel·lícula retrata la història fictícia de Lucia, una professora de piano de classe mitjana vídua, el fill de la qual Rafael, de 18 anys, està empresonat abans dels disturbis a causa de la seva participació en un accident de cotxe que va provocar la mort d'una noia. Mentre visita el seu fill a la presó, la Lúcia coneix la Ruiva (Pelirroja), advocada d'"el Professor", líder del PCC (anomenat a la pel·lícula "El Comando"). Les dues dones aviat es vinculen, i Ruiva comença a utilitzar la Lúcia en tasques per a l'organització criminal. La Lucía necessita els diners així que acaba acceptant la missió, posant-se en el límit entre la legalitat i el crim. Mentrestant, el Comando està experimentant una disputa interna turbulenta pel poder, mentre s'enfronten a un enemic comú: el sistema penitenciari.
Salve Geral critica els mitjans de comunicació per generar pànic entre la població de São Paulo amb la seva cobertura sensacionalista del motí i no revelar la causa real de la revolta, que va ser la situació degradant del sistema penitenciari estatal.

## Repartiment
- Andréa Beltrão - Lúcia
- Denise Weinberg - "Ruiva"
- Lee Taylor - Rafael
- Bruno Perillo - "el Professor"
- Guilherme Santana - Pedrão
- Chris Couto - Ângela
- Juliano Cazarré - Zé
- Taiguara Nazareth - Tirso
- Giulio Lopes - Dávila
- Michel Gomes - Xizão
- Kiko Mascarenhas - comissioat Raul
- Otávio Martins - China
- Rafael Losso - Beto
- Fábio Herford - Rubinho
- Almir Barros - Tavinho
- Celso 'Not Dead' Camargo - Diguinho
- Catarina Abdala - Guàrdia femenina
- Luciano Chirolli - Secretary
- Pascoal da Conceição - Dr. Pereira
- Fernão Lacerda - Guàrdia de la presó
- Henrique Neves - DEPEN Agent
- Marizilda Dias Rosa - Tiana
- João Signorelli - "Careca"
- Neco Villa Lobos - oficial de la PME

## Producció
Tot i que la història principal de Salve Geral és fictícia, la seva història de fons es basa en fets reals que van tenir lloc el Dia de la Mare de 2006. Els disturbis van provocar la mort de diverses persones, la majoria policies. L'11 de maig de 2006, el govern de l'estat, a partir d'informació que indicava els plans del PCC per dur a terme una sèrie de rebel·lions a les presons, va ordenar el trasllat simultani de 765 reclusos perillosos a les presons de màxima seguretat de l'estat. Com a represàlia, els líders de l'organització criminal van organtizar des de dins de les presons, a través de telèfons mòbils, disturbis i atacs simultanis a les forces de l'ordre. El missatge era clar: s'havia de fer una "festa del terror" a cadascun dels barris de São Paulo. "Salve" significa "atac" en la parla criminal del dialecte paulistà del portuguès.
Sérgio Rezende ha volgut demostrar, amb la seva pel·lícula, que no només cal culpar als delinqüents dels disturbis. "Hem de ser conscients que l'Estat també no té en compte la llei, que els detinguts estan en condicions infrahumanes. No és qüestió de bons i dolents. És una qüestió de realitat", ha dit. Rezende va dir que el procés d'edició es va basar en la pel·lícula de Stephen Frears de 2006 La reina.
La pel·lícula va costar 9 milions de reais (uns 4,5 milions de dòlars dels Estats Units), i es va rodar majoritàriament a Paulínia i Campinas, amb escenes a Rio de Janeiro, Foz do Iguaçu i Ciudad del Este. Va ser produïda per Toscana Audiovisual i Globo Filmes i distribuïda per Downtown Filmes i Sony Pictures.

## Enviament als Oscars
La Secretaria de l'Audiovisual, organisme vinculat al Ministeri de Cultura, va presentar la pel·lícula a la consideració de l'Acadèmia de les Arts i les Ciències Cinematogràfiques a l'Oscar a la millor pel·lícula de parla no anglesa de 2009. Segons Silvio Da-Rin, secretari d'Audiovisual, "bàsicament tres criteris ens van portar a escollir per aquesta pel·lícula: la seva alta qualitat tècnica i artística, el seu alt valor de producció invertit en el projecte i la contemporaneïtat del tema tractat".
La comissió que va escollir el candidat brasiler a l'Oscar va comptar amb el productor Da-Rin, el crític de cinema Carlos Alberto Mattos, Beto Rodrigues, la investigadora i professora Ivana Bentes, el director Carlos Gerbase i l'expositor Luiz Gonzaga De Luca. Segons la comissió, la decisió no era unànime, sinó consensuada. Les deu pel·lícules analitzades eren molt diferents entre si, i la capacitat de Salve Geral per abordar tant els nivells socials com polítics hauria estat el factor més important a l'hora de triar les pel·lícules.
Salve Geral va disputar la representació brasilera als Premis Oscar de 2010 a Besouro, Síndrome de Pinocchio – Refluxo, Jean Charles, Feliz Natal, A Festa da Menina Morta, O Menino da Porteira, Se Nada Mais Der Certo, Budapeste, i O Contador de Histórias.
Segons algunes fonts, la pel·lícula, especialment l'actuació d'Andrea Beltrão, va ser molt ben rebuda pels 200 membres de l'Acadèmia que la van veure a la seva projecció oficial per als votants de l'Oscar al Samuel Goldwyn Theatre el 20 de novembre de 2009.